# Gulnara Kuszerbajewa
Gulnara Kuszerbajewa (kaz. Гульнара Кушербаева; ur. 31 sierpnia 1971) – kazachska judoczka. Olimpijka z Sydney 2000, gdzie odpadła w eliminacjach wadze ciężkiej.
Uczestniczka mistrzostw świata w 1997. Startowała w Pucharze Świata w 1997 i 2000. Brązowa medalistka mistrzostw Azji w 2000, a także igrzysk Azji Wschodniej w 1997 roku.

## Letnie Igrzyska Olimpijskie 2000
| Konkurencja | Eliminacje           | Klas. końcowa |
| Konkurencja | Przeciwnik I         | Miejsce       |
| ----------- | -------------------- | ------------- |
| +78 kg      | Irina Rodina (RUS) P | I runda.      |